# Petre Sergescu
Petre Sergescu, en France connu sous Pierre Sergesco, né le 3 décembre 1893 à Drobeta-Turnu Severin en Roumanie et mort le 21 décembre 1954 à Paris 5e, est un mathématicien et historien de l'art roumain, membre correspondant de l'Académie roumaine.

## Biographie
Né en décembre 1893, Pierre est l’aîné de sa fratrie, il a une sœur et un frère. Il perd un œil lorsqu'il est jeune dans une bataille de boules de neige. Il effectue ses études primaires et secondaires dans sa ville natale et intègre le Collège National Trajan, réputé pour son excellence. Sergescu se trouve être très doué en mathématiques, philosophie et musique et obtient deux baccalauréats, un en sciences et un autre en latin.
En 1912, il gagne une compétition de mathématiques organisée par la Gazette Mathématique (Gazeta Matematica) ce qui mène Gheorghe Țițeica à voir le grand potentiel qui émane de Segrescu.
Il commence ses études supérieures en mathématiques à l'Université de Bucarest la même année, mais n'hésita pas à assister à des cours de philosophie ou des cours de musique à l'université nationale de musique de Bucarest. Sergescu jouait du violon et chantait.
Il obtient son diplôme en 1916 et devient professeur au Collège National Trajan dans sa ville natale. Avec l'entrée en guerre de la Roumanie aux côtés de l'Entente en août 1916, Sergescu s'engage dans l'armée en tant que cadet dans le corps des ingénieurs et à l'espoir de voir son pays récupérer la Transylvanie à l'Autriche-Hongrie. Il se fera capturer par les allemands et sera fait prisonnier dans plusieurs camps, surtout dans le camp des prisonniers de guerre à Plovdiv, Bulgarie, pendant 18 mois. Il ne sera relâché qu'après la signature de l'armistice.
En 1919, Sergescu obtient une bourse d'études et rejoint Paris, pour y préparer un doctorat. Il prend des cours à la faculté des sciences de Paris et à l'École normale supérieure de la rue d'Ulm.
Le 20 juillet 1922, il se marie à Marya Kasterska à Paris.
Sergescu retourne à Bucarest en 1923 et présente sa thèse Sur les noyaux symétrisables à l'université de Bucarest. Titulaire d'un doctorat, en 1924, il devient professeur à l'université de Bucarest et à l'Université Politehnica de Bucarest. Il devient ensuite professeur assistant à l'Université Babeș-Bolyai à Cluj en 1926, puis titulaire à partir de 1931. Le 30 août 1940, Cluj est récupérée par la Hongrie par le second arbitrage de Vienne et les facultés de l'université sont dispersées à travers le pays, la faculté de sciences est établie à Timișoara. En 1943, Sergescu devient professeur à l'Université Politehnica de Bucarest puis en devient le recteur de 1945 à 1946.
En 1948, à cause du nouveau régime communiste en place, il est obligé de quitter la Roumanie, et vit à Paris avec sa femme. Il devient alors apatride. Il ne demanda jamais la citoyenneté dans un autre pays, Sergescu étant connu pour ses penchants nationalistes et son ambition de faire de la Roumanie un pays européen « avancé ». Il dit, en 1930, à Alger, lors du 54e congrès de Association française pour l'avancement des sciences : « Placés au carrefour des routes entre l'Orient incertain et l'Occident civilisé de l’Europe, les Roumains ont dû lutter durement pendant des siècles pour garder leur indépendance nationale. Avant le dix-neuvième siècle, ils n'ont pas pu, en général, penser aux manifestations plus élevées de l'âme : les sciences, les lettres et les beaux-arts. Or, à part les influences polonaises en Moldavie, ce sont les Français qui ont ouvert aux Roumains les portes du temple de la science ».
Il a été membre de la Société mathématique de France en 1920, de la société mathématique de Pologne et de la Deutsche Mathematiker-Vereinigung et obtient l'ordre Polonia Restituta et l'ordre national de la Légion d'honneur.